# Pučišća
Pučišća (olaszul: Pucischie) falu és község Horvátországban, Split-Dalmácia megyében. Supetar mellett Brač sziget legnagyobb települése. Közigazgatásilag Gornji Humac és Pražnica települések tartoznak hozzá.

## Fekvése
Splittől légvonalban 29 km-re délkeletre, a supetari kompkikötőtől légvonalban 14, közúton 25 km-re délkeletre, a Brač-sziget északi részén fekszik. Egy a sziget belsejébe mélyen benyúló öböl végében helyezkedik el mely kétfelé, a nyugati Pučiški dolacra és a keleti Stipanska lukára ágazik szét. Batak, Veli és Mali Rac a Stog és a Latesa-hegyen épített kőházai lépcsőzetesen emelkednek a kis Pučišćai-öböl fölé, melyet homlokzatukkal felé fordulva amfieátrumszerűen vesznek körül. A hegyek aljában fekvő településrész neve Talija, mely stílszerűen a színház istennőjével Tháliával van kapcsolatban.

## Története
A helyén az ókorban a római Pucisca állt, melyről számos régészeti lelet, köztük egy Jupiternek szentelt oltár és egy sztélé tanúskodik. Neve a latin „puteus” főnévből származik. A település középkori története a Stipanska luka végében található temetőnél kezdődött, ahol ókeresztény templom és keresztelőmedence maradványa található. A Stipanska luka ugyanis az itt állt Szent István első vértanúnak szentelt templomról kapta a nevét. A 11. században valószínűleg bencés rendi kolostor is állt itt, melyről egy „Nicolaus abas fecit” felirat tanúskodik. Egy másik település alakult ki Pučinski dolacon, ahol ivóvízforrás is volt és ahol a régészeti leletek tanúsága szerint már a rómaiak villagazdaságot hoztak létre. A kalózok fokozódó támadásai később arra késztették az itteni népességet, hogy a sziget belsejébe húzódjanak vissza. Így Stipanksa Luka lakói Strazevnikre, Pučiški Dolac lakói pedig Pražnicára települtek át. A békésebb idők csak 1420 után következtek be, miután Velence megtörte a kalózok tengeri uralmát. Ekkor a népesség ismét leköltözött az öbölbe.
A század második felében azonban új hódítók bukkantak fel a sziget partvidékén. Az Oszmán Birodalom hajtotta uralma alá a Neretva torkolatától északra fekvő partvidéket. Ez arra késztette a település nemeseit, hogy toronyszerű erődöket építsenek a várható támadások kivédésére. Az első ilyen erőd a Zuvetić családé volt, mely 1467-ben épült fel. Példájukat rövidesen követték az Akvila, Prodić, Mladinić, Pinesić, Ivelić, Davidović, Cipcić, Bokanić és más családok. A tizenhárom felépített erődről ekkor kapta a település második nevét a Luka Kulát, mely a tornyok kikötőjét jelenti. A sziget egyetlen másik települése sem volt ennyire megerősítve, mint Pučišća ebben az időben. Az erődrendszer később többször is sikeresen védte meg a települést, mint például 1571-ben. A község mai címere is a 13 toronyvárat ábrázolja. Stipanska Lukának nem voltak ilyen erődjei, ezért lakosai gyakran húzódtak Pučiški Dolac erődjeinek védelmébe. Pučišća a sziget jelentős kulturális központjává is vált. Már 1516-ban megalapították első magániskoláját. A sziget több 16. és 17. századi krónikása (Vicko Prodic, Petar Dominis, Trifun Mladinic, Andrija Ciccarelli) élt és alkotott a településen, de innen származott Jure Zuvetić és Sabe Mladinić is. A településen virágzott a reneszánsz építészet. Olyan mesterek dolgoztak itt mint Juraj Dalmatinac, Andrija Alesi és Nikola Firentinac. Első plébániatemploma 1566-ban épült. Ez volt az az időszak, amikor még a templomok is erődítménynek épületek.
A településnek 1614-ben mintegy 300, 1637-ben 460, 1645-ben 600, 1763-ban 680 lakosa volt. A velencei uralomnak 1797-ben vége szakadt és osztrák csapatok vonultak be Dalmáciába. 1806-ban a sziget az osztrákokat legyőző franciák uralma alá került, de Napóleon lipcsei veresége után újra az osztrákoké lett. A 19. század békésebb időszakában erősödött a horvát nyelv terjedése. 1868-ban itt alakult meg a sziget első horvát olvasóköre és az első horvát egyesület. Itt alkotott a sziget két legjobb szobrászművésze Branko Desković és Valeri  Michielli. A lakosság hagyományos megélhetését a halászat, a szőlő és olajbogyó termesztése biztosította. 1873-ban három orvos és egy bábaasszony biztosította a lakosság egészségügyi ellátását. 1918-ban az új szerb-horvát-szlovén állam, majd később Jugoszlávia része lett. A háború után a szocialista Jugoszláviához tartozott. A település 1991 óta a független Horvátország része. 2011-ben a településnek 1529 lakosa volt, akik főként turizmussal, mezőgazdasággal, halászattal foglalkoztak.

## Népesség
| Lakosság változása | Lakosság változása | Lakosság változása | Lakosság változása | Lakosság változása | Lakosság változása | Lakosság változása | Lakosság változása | Lakosság változása | Lakosság változása | Lakosság változása | Lakosság változása | Lakosság változása | Lakosság változása | Lakosság változása | Lakosság változása |
| ------------------ | ------------------ | ------------------ | ------------------ | ------------------ | ------------------ | ------------------ | ------------------ | ------------------ | ------------------ | ------------------ | ------------------ | ------------------ | ------------------ | ------------------ | ------------------ |
| 1857               | 1869               | 1880               | 1890               | 1900               | 1910               | 1921               | 1931               | 1948               | 1953               | 1961               | 1971               | 1981               | 1991               | 2001               | 2011               |
| 1.218              | 1.526              | 1.722              | 2.169              | 2.290              | 2.297              | 3.068              | 1.815              | 1.587              | 1.684              | 1.663              | 1.588              | 1.706              | 1.706              | 1.602              | 1.529              |

## Nevezetességei
- A település 13 toronyvárából mára a Davidović (vagy Michieli), az Akvila (vagy Aquila, az egykori községháza épülete),[4] a Prodić (vagy Ciccarelli),[5] a Bokanić (vagy Lukinović), a Pinesić (vagy Moro) családok épületei maradtak fenn. Az egyik toronyvár ma vendéglő, egy másik pedig a Grego családé. A többi erődítmény ma már nem található.
- Szent Jeromos tiszteletére szentelt plébániatemplomát[6] 1566-ban építették, de a gyorsan fejlődő Pučišća a 18. század közepére kinőtte, így 1793-ban bővíteni kellett. Ennek során barokk stílusban építették át. A háromhajós templomnak öt oltára van. Főoltára felett olajfából faragott dombormű látható, mely barlangjában, közismert ismertető jegyeivel ábrázolja a település védőszentjét. Franjo Čiočić korčulai mester 1578-ban készített alkotása. Fából faragott Szent Antal oltára az egyik legszebb a szigeten, de a berendezés legértékesebb darabja viszont kétségkívül Tiziano tanítványának az ifjabb de Palmának Szent Rókust ábrázoló festménye. A kép kék ruhában, vörös köpenyben ábrázolja a szentet, amint kezét egy beteg homlokára teszi. A kép legsikerültebb része mégis a háttérben látható táj, halványzöld mező feletti kék ég a fénylő felhőkkel, mely mesterien harmonizál az előtérben látható ábrázolással. Az oltár 17. századi antependiumát csigavonalban faragott virágok és szentek figurái díszítik. Értékesek még a Kármelhegyi boldogasszony és a Szent Teréz oltár 18. századi képei. A templom kincstára számos értékes liturgikus tárgyat és miseruhát őriz.
- A bataki Szűz Mária templomot[7] a Zuvetić család építtette a 16. században reneszánsz stílusban. Oltárán a Szűzanyát gyermekével ábrázoló kő dombormű látható. A pillérekkel elválasztott oldalsó falmélyedésekben Szent Miklós, Remete Szent Antal, Szent Ciprián és Szent Lőrinc szobrai láthatók. Az oromzaton Krisztus látható angyalokkal körülvéve. A dombormű a 16. század első feléből származik. A főoltár alatti sírboltban a Zuvetić család és más brači nemesi családok (Radojković, Akvila és Bokanić) tagjainak sírjai találhatók.
- A Stipanska luka végében található régi temetőben megtalálták az itt állt legrégibb település maradványait, köztük egy áldozati oltárt és egy római sztélét. A falmaradványok egy része vélhetően egy 11. századi kolostorhoz tartozott. A kolostor a 16. századtól 1762-ig az Ágoston rendiek birtokában volt, akik apszissal bővítették. Ugyancsak itt találhatók a Szent István vértanú tiszteletére szentelt ókeresztény templom és keresztelőmedencéjének maradványai. A Szent István temetőkápolna homlokzatát a 18. században építették.[8]
- A bračutai középkori Szent György kápolna[9] a Postira felé vezető út jobb oldalán áll. Domborműve Szent Györgynek a sárkánnyal vívott harcát ábrázolja.
- Ismert lelőhelyek a mára már romos bračutai Szent Dujam kápolna és a cadi Szent Mihály kápolna is. A település további szakrális épületei a Szent Lúcia templom,[10] a Szent Rókus templom és a Szent Kelemen templom.
- A tengerpart közelében, a kikötő nyugati bejáratánál álló álló hősi emlékmű V. Michielli helyi szobrászművész alkotása.[11]

## Oktatás
Pučišćán már 1516-ban működött iskola. A település magániskolája 1823-ban kezdte meg működését, húsz évvel később pedig megalapították az állami fiúiskolát. A lányiskola 1885-ben nyílt meg. A horvát nyelv oktatása 1894-ben kezdődött.

## Galéria
- Kikötői látkép
- Pučišća látképe
- Öbölparti kép
- A plébániatemplom homlokzata
- A plébániatemplom és a Deśković-palota
- Kikötői kép